# Čreta pri Kokarjah
Čreta pri Kokarjah je naselje v Občini Nazarje.